# Johann Baptist Zimmermann

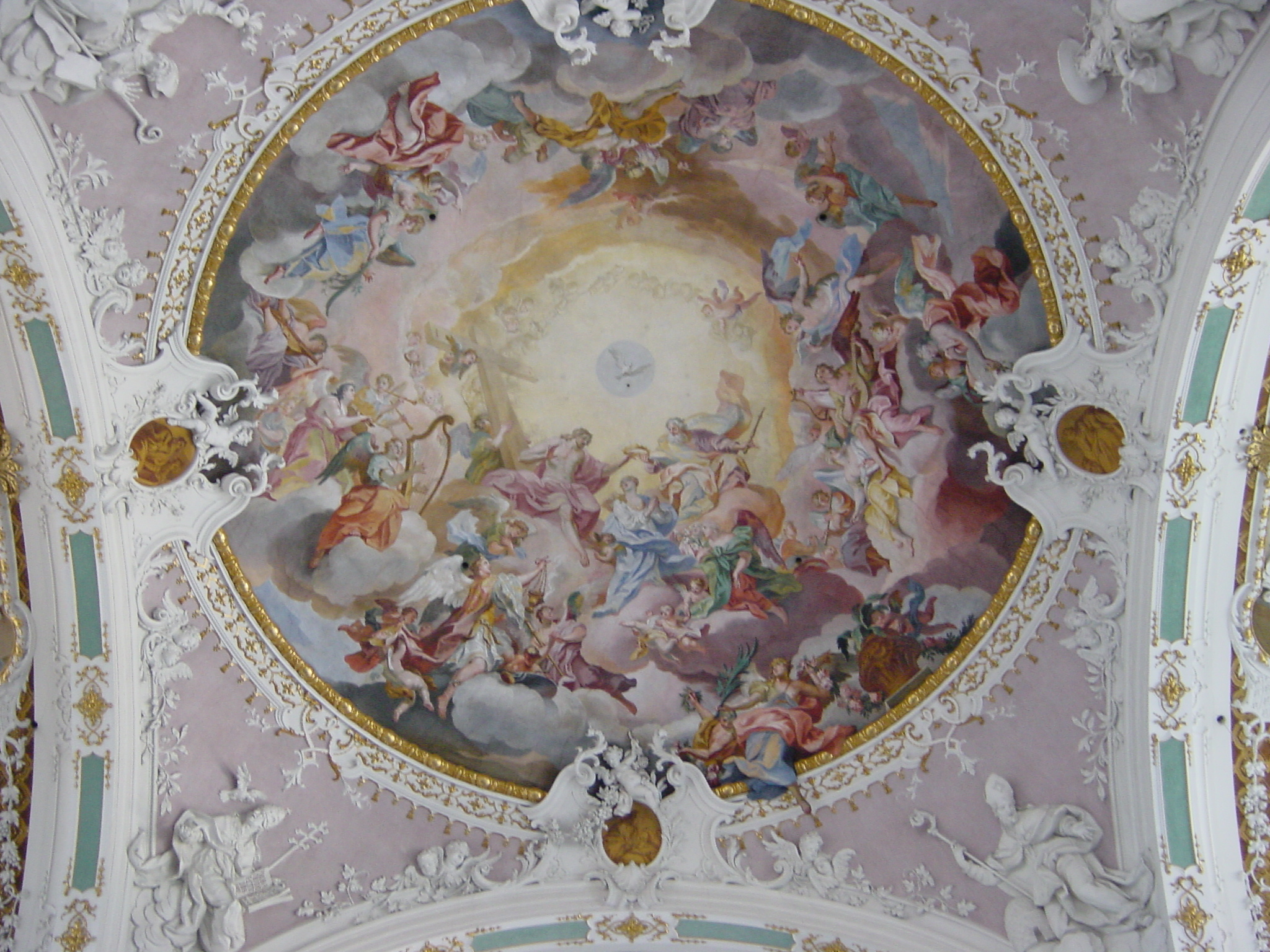
Afresco no Mosteiro de Seligenthal

Johann Baptist Zimmermann (Gaispoint, 3 de janeiro de 1680 - Munique, 2 de março de 1758) foi um pintor e decorador da Alemanha, um dos nomes importantes do Barroco e do Rococó germânicos. Johann construiu inúmeras obras artísticas ao lado de seu irmão Dominikus Zimmermann ( 1 de julho de 1685 - 16 de novembro de 1766), que tornou-se um dos arquitetos alemães mais renomados em sua época. 
As igrejas de peregrinação de Steinhausen (1727-33), também conhecida como "a primeira igreja completamente rococó na Baviera", e a de Wies são algumas das estruturas religiosas que receberam a contribuição artística do pintor, principalmente no teto. Zimmermann também deixou suas pinceladas em muitos castelos e igrejas da região germânica, incluindo afrescos e decorações em estuque na Abadia de Ottobeuren, no Castelo de Maxlrain, no Palácio Ismaning, no Palácio Schleissheim, no Palácio Nymphenburg e na Residência de Munique.
Umas das marcas mais reconhecidas do decorador era a utilização da cor branca na parte exterior, surpreendendo com a visão arejada de cores pastéis e douradas na parte interna. 